# 오르투키오
오르투키오(이탈리아어: Ortucchio)는 이탈리아 아브루초주 라퀼라도에 있는 코무네이다.